# Анфаловский городок
Анфа́ловский городо́к (в летописях Анфалов город) — не обнаруженный историками населенный пункт на территории Перми Великой, упоминаемый в русских летописях в связи с Чердынским походом 1472 года.
«Анфалов город» упоминается в письменных источниках (русских летописях) только один раз в записи за 1472 год:

князь Федоръ Пестрой землю Пермьскую взялъ, а пришел в землю ту на усть Черные рекы на фоминои неделе в четверток и оттуду поиде на плотах и с коньмии, приплывъ под город Аифаловскои, съиде с плотов и поиде оттуду на конех на верхнюю землю к городку Искору— Мусихин А. Л. Загадки Анфала Никитина // Герценка. Вятские записки. — Киров, 2011. — С. 44
 Более никаких сведений об этом пункте нет ни в письменных источниках, ни в устных преданиях.
Некоторые историки приписывали основание Анфалова города опальному новгородскому ушкуйнику Анфалу Никитину. Например, В. А. Оборин писал: «В начале XV в. (между 1401 и 1409 гг.) на Верхней Каме строится первый русский укрепленный городок Анфаловский, названный именем двинского воеводы Анфала Никитина, перешедшего на сторону Москвы и бежавшего в Приуралье от преследования новгородских властей. После гибели Анфала (в 1417 г.) он продолжал использоваться русскими отрядами до конца XV в. Археологические поиски городка пока не дали положительных результатов. Однако наиболее вероятно, что он находился в окрестностях с. Бондюг, Чердынского района Пермской области, около которого найдены русский меч, обрывки кольчуги и клад русских монет XV в.». Анфал Никитин действительно был в верховьях Камы, но в исторических документах никаких сведений о том, что он основал там какой-то населенный пункт нет.